# Виконання вироку
Виконання вироку — заключна стадія кримінального процесу, на якій реалізується вирок суду в конкретній кримінальній справі.

## Історія
Виконанняя вироку здійснювали відповідно до ст. 54 Основ кримінального судочинства Союзу РСР і союзних республік (в УРСР — гл. 33 КПК УРСР). 
Генеральний прокурор СРСР, Голова Верховного суду СРСР, їхні заступники, прокурори республік і голови Верховних Судів союзних республік у випадках порушення закону мали право припинити виконання вироку до перегляду у порядку судового нагляду.
Відстрочка виконання вироку була можлива щодо неповнолітніх, особи, вперше засудженої до позбавлення волі строком до 3-х років, при тяжкій хворобі засудженого, при вагітності засудженої та інших підставах, передбачених законом.

## Особливості виконання
Негайному виконанню підлягають виправдувальні вироки і такі, що звільняють підсудного від покарання. 
Обвинувальний вирок виконується після набрання ним законної сили (тобто після закінчення строку касаційного оскарження та опротестування). 
Виконання вироку є обов'язковим для всіх державних і громадських установ, підприємств і організацій, службових осіб та громадян. 
Нагляд за законністю виконання вироку здійснює прокурор.
Безпосередньо під час проголошення вироку виконується судом вирок, за яким підсудному як вид покарання призначено громадську догану. В усіх інших випадках обвинувальний вирок оголошують у залі суду, а виконують не пізніше ніж через 3 доби після набуття ним законної сили чи розгляду справи в касаційній інстанції (за КПК України). Для виховного впливу вироку в певних випадках суд надсилає його копію на місце роботи засудженого.
Органи, що виконують вирок, зобов'язані негайно повідомляти про виконання вироку той суд, який постановив вирок. 
У випадку розгляду питання про звільнення особи від відбуття покарання через хворобу чи інвалідність обов'язковою є присутність представника лікарської комісії, яка дала висновок про стан здоров'я засудженого. Вирок не може бути звернено до виконання або виконуватися у частині засудження за злочин, караність якого скасована законом, що набув чинності вже після постановления судом вироку. Якщо санкція нового закону передбачає м'якшу міру покарання, ніж була призначена засудженому на підставі поперед, закону, то суд знижує раніше призначену засудженому міру покарання до максимальної межі покарання, встановленої новим законом (за КК України та КПК).

### Відстрочка
У встановлених законом виняткових випадках виконання обвинувального вироку може бути судом відстрочене.
- У випадку тяжкої хвороби засудженого
- вагітності засудженої
- або за наявності у неї малолітньої дитини

- якщо негайне відбування покарання може потягти за собою винятково тяжкі наслідки для засудженого або його сім'ї.

Відстрочка виконання вироку не допускається щодо осіб, засуджених за тяжкі та особливо тяжкі злочини незалежно від строку покарання.